# Giannino Piccolroaz
Giovanni Piccolroaz, detto Giannino (Rovereto, 3 maggio 1915 – Rovereto, 15 agosto 2003), è stato un ciclista su strada italiano.
Professionista dal 1946 al 1948, partecipò a due edizioni del Giro d'Italia.

## Carriera
In un periodo poco favorevole per tutti a causa della Seconda guerra mondiale, corse come dilettante e vinse il Giro del Piave nel 1939; si aggiudicò inoltre più edizioni del Giro della Bolghera per la trentina Forti e Veloci e nel 1945 il circuito di Bolzano.
Divenne professionista con la Wilier Triestina, e fu chiamato a partecipare ai Giri d'Italia del 1946 e 1947 come gregario di Giordano Cottur. Fu uno dei 16 ciclisti che, seguendo il capitano triestino, raggiunse Trieste nella tappa Rovigo-Trieste del 30 giugno 1946, pur dichiarata conclusa a Pieris a causa di una sassaiola contro i ciclisti da parte di attivisti anti-italiani favorevoli all'annessione di Trieste alla Jugoslavia. Nel 1947 concluse sesto al Giro del Lazio.

## Palmarès
- 1939 (dilettanti)

Giro del Piave
- 1942 (dilettanti)

Giro della Bolghera
- 1945 (dilettanti)

Giro della Bolghera
- 1946 (dilettanti)

Giro della Bolghera

## Piazzamenti

### Grandi Giri
- Giro d'Italia

1946: 18º
1947: 30º

### Classiche monumento
- Giro di Lombardia

1946: 18º
1947: 30º